# Pat Corley

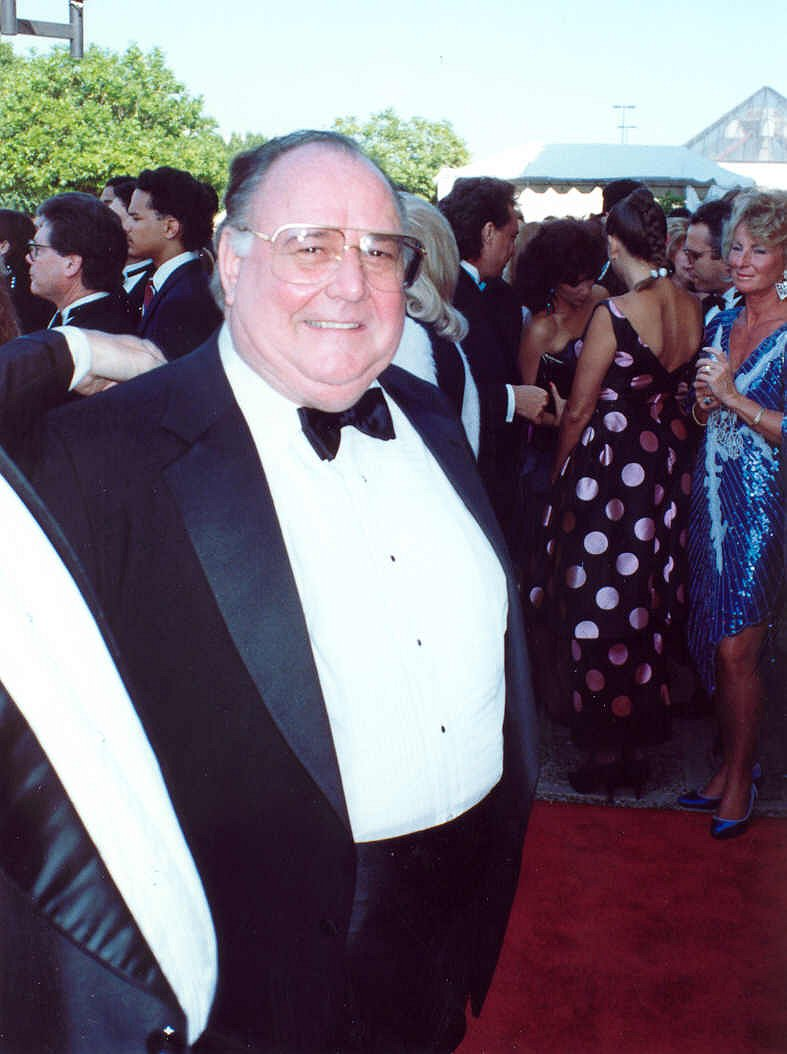
Pat Corley bei der Emmy-Verleihung 1990

Pat Corley (* 1. Juni 1930 in Dallas, Texas, USA; † 11. September 2006 in Los Angeles) war ein US-amerikanischer Schauspieler.
Seine bekannteste Rolle war die des Barinhabers Phil in der Sitcom Murphy Brown, die von 1988 bis 1998 von CBS produziert wurde.
Weitere Auftritte hatte er beispielsweise in dem Heimkehrer-Drama Coming Home – Sie kehren heim (1978) sowie als Chief Coroner Wally Nydorf in sechs Folgen der Fernsehserie Polizeirevier Hill Street (1982, 1983, 1986), des Weiteren in einer Folge der Serie Hart aber herzlich, der Filmkomödie Nightshift – Das Leichenhaus flippt völlig aus (1982), dem Science-Fiction-Actionfilm  Starflight One – Irrflug ins Weltall (1983), dem Thriller Gegen jede Chance (1984), der Filmkomödie Mr. Destiny (1990) und in dem Filmdrama Come Early Morning – Der Weg zu mir (2006).

## Filmografie (Auswahl)
- 1981: Die Hand (The Hand)
- 1984: Gegen jede Chance (Against All Odds)